# Stefan Engdahl
Stefan Rune Alexander Engdahl, född 16 juli 1950 i Skeppsholms församling i Stockholms stad, är en svensk sjömilitär.
Engdahl tog sjöofficersexamen vid Kungliga Sjökrigsskolan 1972 och utnämndes till löjtnant i flottan samma år samt till kapten 1975. Han var lärare och kursledare vid Karlskrona örlogsskolor 1980–1981 och gick Tekniska kursen vid Militärhögskolan 1981–1983. Han befordrades till örlogskapten 1983 och till kommendörkapten 1988, varefter han var enhetschef vid Försvarsstaben 1988–1992 och tjänstgjorde vid Försvarsdepartementet 1992–1993. År 1994 befordrades han till kommendör, varefter han var chef för Andra ytstridsflottiljen 1994–1996. Han befordrades 1998 till kommendör av första graden och var chef för Produktionsavdelningen i Marinledningen i Högkvarteret 1998–1999 samt chef för Operationsledningen i Mellersta militärområdet 1999–2000. År 2000 befordrades han till flottiljamiral och var därefter chef för Inriktningsavdelningen i Högkvarteret 2000–2002 och chef för Ledningsstaben i Högkvarteret 2003. Åren 2004–2006 var han militärsakkunnig i Försvarsdepartementet, varefter han 2006–2010 var svensk militär representant i Europeiska unionens militärkommitté och i NATO:s militärkommitté i Bryssel med konteramirals tjänstegrad under denna tjänstgöring.
Engdahl invaldes 1989 som ledamot av Kungliga Örlogsmannasällskapet och 1999 som ledamot av Kungliga Krigsvetenskapsakademien.
Han är sedan 2019 ordförande i Myndighetsnämnden i Ystads kommun.
Han är son till kommendörkaptenen av första graden Roland Engdahl och bror till Horace Engdahl.